# Salignac-sur-Charente
Salignac-sur-Charente és un municipi francès situat al departament del Charente Marítim i a la regió de la Nova Aquitània. L'any 2007 tenia 626 habitants.

## Demografia

### Població
El 2007 la població de fet de Salignac-sur-Charente era de 626 persones. Hi havia 241 famílies de les quals 49 eren unipersonals (37 homes vivint sols i 12 dones vivint soles), 94 parelles sense fills, 94 parelles amb fills i 4 famílies monoparentals amb fills.
La població ha evolucionat segons el següent gràfic:
Habitants censats

### Habitatges
El 2007 hi havia 287 habitatges, 241 eren l'habitatge principal de la família, 20 eren segones residències i 26 estaven desocupats. 282 eren cases i 3 eren apartaments. Dels 241 habitatges principals, 202 estaven ocupats pels seus propietaris, 30 estaven llogats i ocupats pels llogaters i 9 estaven cedits a títol gratuït; 1 tenia una cambra, 4 en tenien dues, 20 en tenien tres, 50 en tenien quatre i 165 en tenien cinc o més. 202 habitatges disposaven pel capbaix d'una plaça de pàrquing. A 82 habitatges hi havia un automòbil i a 146 n'hi havia dos o més.

### Piràmide de població
La piràmide de població per edats i sexe el 2009 era:
| Homes | Edats   | Dones |
| ----- | ------- | ----- |
| 0     | 95 o +  | 0     |
| 0     | 90 a 94 | 4     |
| 0     | 85 a 89 | 4     |
| 12    | 80 a 84 | 4     |
| 8     | 75 a 79 | 12    |
| 16    | 70 a 74 | 8     |
| 20    | 65 a 69 | 24    |
| 0     | 60 a 64 | 16    |
| 16    | 55 a 59 | 12    |
| 24    | 50 a 54 | 28    |
| 16    | 45 a 49 | 24    |
| 32    | 40 a 44 | 12    |
| 12    | 35 a 39 | 20    |
| 32    | 30 a 34 | 24    |
| 12    | 25 a 29 | 16    |
| 4     | 20 a 24 | 4     |
| 28    | 15 a 19 | 4     |
| 16    | 10 a 14 | 16    |
| 12    | 5 a 9   | 32    |
| 8     | 0 a 4   | 24    |

## Economia
El 2007 la població en edat de treballar era de 401 persones, 274 eren actives i 127 eren inactives. De les 274 persones actives 259 estaven ocupades (153 homes i 106 dones) i 15 estaven aturades (4 homes i 11 dones). De les 127 persones inactives 42 estaven jubilades, 44 estaven estudiant i 41 estaven classificades com a «altres inactius».

### Ingressos
El 2009 a Salignac-sur-Charente hi havia 244 unitats fiscals que integraven 640 persones, la mediana anual d'ingressos fiscals per persona era de 18.385 €.

### Activitats econòmiques
Dels 18 establiments que hi havia el 2007, 2 eren d'empreses alimentàries, 2 d'empreses de fabricació d'altres productes industrials, 3 d'empreses de construcció, 3 d'empreses de comerç i reparació d'automòbils, 2 d'empreses d'hostatgeria i restauració, 1 d'una empresa d'informació i comunicació, 1 d'una empresa immobiliària, 1 d'una empresa de serveis, 2 d'entitats de l'administració pública i 1 d'una empresa classificada com a «altres activitats de serveis».
Dels 3 establiments de servei als particulars que hi havia el 2009, 1 era un paleta i 2 fusteries.
Dels 2 establiments comercials que hi havia el 2009, 1 era una botiga de menys de 120 m² i 1 una botiga de mobles.
L'any 2000 a Salignac-sur-Charente hi havia 30 explotacions agrícoles que ocupaven un total de 944 hectàrees.

## Poblacions més properes
El següent diagrama mostra les poblacions més properes.